# Tjernobyl

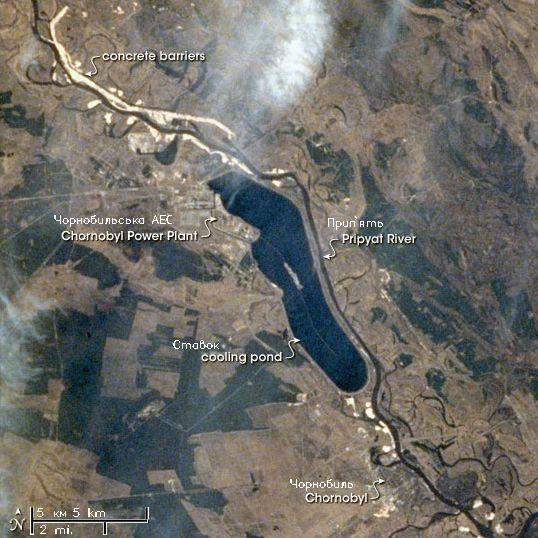
Satellitbild över Tjernobylområdet.

Se även Tjernobyls kärnkraftverk och Tjernobylolyckan.
Tjernobyl (ukrainska: Чорно́биль, Tjornóbyl’ uttal (fil); ryska: Черно́быль, Tjernóbyl’; belarusiska: Чарно́быль, Tjarnóbyl’) är en stad i Kiev oblast i Ukraina, nära gränsen till Belarus. 
Staden är framför allt känd för Tjernobylkatastrofen 1986, ett haveri i stadens närliggande kärnkraftverk som spred radioaktiva ämnen över stora delar av Europa. Bland de ämnen som spreds fanns den radioaktiva isotopen Cesium-137 (Cs-137).

## Historia
Tjernobyl var ett litet kommunikationsnav och ett viktigt handelscentrum, speciellt under 1800-talet.
Staden ligger ungefär 14,5 kilometer söder om kärnkraftverket. Vid tiden för katastrofen den 26 april 1986, klockan 01.23.40 (lokal tid), när reaktor fyra i utkanten av staden Prypjat förstördes, evakuerades över 180 000 invånare från staden och andra drabbade områden (inklusive städerna Prypjat och Opatjitji).
Det blev upptäckt, två dagar senare (28 april 1986) på det svenska kraftverket Forsmark, att en olycka hade skett genom att verkets larm för förhöjd radioaktivitet i omgivningen utlöstes.
Trots att strålning fortfarande sipprar ut från katastrofplatsen lever den åttahundra år gamla staden kvar, om än knappt. Omkring 100 personer, främst äldre, har tillåtits att bo kvar i sina hem i staden och byarna runtomkring trots riskerna, och regeringsarbetare försöker rensa upp det radioaktiva materialet. År 1986 bodde 12 000 personer i staden, och år 2003 bodde omkring 300 där. I augusti år 2015 bodde 550 personer i Tjernobyl.
Tjernobyl existerar fortfarande som en administrativ enhet (stad) inom Kiev oblast.

## Etymologi
Orten har fått sitt namn efter tjornobyl (ukrainska: чорно́биль, tjornóbyl’, ryska: чернобы́ль, tjernobýl’), en benämning på växten vanlig gråbo (Artemisia vulgaris, ukrainska: поли́н звича́йний, polýn zvytjájnyj, ryska: полы́нь обыкнове́нная, polýn’ obyknovénnaja).
Att staden skulle vara uppkallad efter gråbons släkting, bitter malört (Artemisia absinthium, ukrainska: поли́н гірки́й, polýn hirkýj, ryska: полы́нь го́рькая, polýn’ gór'kaja), har givit apokalyptiska associationer (jämför Uppenbarelseboken), men är en myt.

## Tidig historia
Tjernobyl förekommer i skrift första gången år 1193. Under 1200-talet var Tjernobyl en by i Storfurstendömet Litauen. År 1566 gavs byn som förläning till kavallerikaptenen Filon Kmita. Tjernobyl och dess omkringliggande provins blev en del av det polska kungariket år 1569 och sedan annekterat av det ryska kejsardömet år 1793.
Tjernobyl hade en rik religiös historia. Dominikanorden grundade en kyrka och kloster där år 1625 och under slutet av 1700-talet var staden ett viktigt center för chassidistiska judar. Den judiska befolkningen drabbades av flera pogromer under 1900-talets början. 
Byn ockuperades under första världskriget och efter kriget stred ukrainarna och bolsjevikerna om staden. Under det polsk-sovjetiska kriget 1919–1921 kontrollerades staden först av polska armén och sedan av Röda armén. Från 1921 inkorporerades staden i Ukrainska SSR.
Staden drabbades hårt av Josef Stalins kollektiviseringskampanjer och av svältkatastrofen i Ukraina under 1930-talet. År 1936 deporterades den polska befolkningen till Kazakstan och under den tyska ockupationen 1941–1944 dödades den judiska befolkningen.

## Tjernobyl i kulturen
På senare år har Tjernobyl blivit en populär miljö i fiktiva filmer och datorspel. Långfilmen Chernobyl Diaries (2012) utspelar sig i Tjernobyl. Dock är det näst intill inga scener i filmen som faktiskt är inspelade i det riktiga Tjernobyl. Spelet S.T.A.L.K.E.R.: Shadow of Chernobyl utspelar sig i Tjernobyl. Även flera delar av Call of Duty 4: Modern Warfare utspelar sig i staden.
År 2019 presenterades den internationella samproduktionen Chernobyl, regisserad av Johan Renck.

## Turism
Vissa delar av området i och runtom Tjernobyl går att besöka sedan 2010. Resmålet har blivit särskilt populärt bland folk som sysslar med så kallad mörk turism, men också bland fotografer, filmare och naturforskare.